# ألدو مونتانو
ألدو مونتانو (بالإيطالية: Aldo Montano)‏ هو مبارز بالسيف إيطالي، ولد في 23 نوفمبر 1910 في ليفورنو في إيطاليا، وتوفي بنفس المكان في 2 سبتمبر 1996.

## وصلات خارجية
- ألدو مونتانو على موقع اللجنة الأولمبية الدولية (الإنجليزية)
- ألدو مونتانو على موقع أوليمبيديا (الإنجليزية)
- ألدو مونتانو على موقع اللجنة الأولمبية الإيطالية (الإيطالية)